# Lovis Corinth
Lovis Corinth (Franz Heinrich Louis Corinth; n. 21 iulie 1858, Tapiau⁠(d), Regatul Prusiei, Imperiul German – d. 17 iulie 1925, Zandvoort, Olanda de Nord, Țările de Jos) a fost un pictor german. Alături de Max Liebermann, Lesser Ury și Max Slevogt, Corinth a fost unul dintre cei mai importanți și influenți reprezentanți ai impresionismului german. Lucrările sale timpurii au fost realizate în manieră Art Nouveau, cele ulterioare în manieră impresionistă, iar cele târzii sunt însă considerate a fi sinteze impresionist-expresioniste.